# Катма
Катма (араб. قطمة‎) — деревня на северо-западе Сирии, расположенная на территории мухафазы Халеб. Входит в состав нахии Шарран района Африн.

## Географическое положение
Деревня находится в северо-западной части мухафазы, в гористой местности хребта Семъан, вблизи границы с Турцией, на высоте 684 метров над уровнем моря.

Катма расположена на расстоянии приблизительно 42 километров к северо-северо-западу (NNW) от Халеба, административного центра провинции и на расстоянии 342 километров к северо-северо-востоку (NNE) от Дамаска, столицы страны.

## Население
По данным официальной переписи 2004 года численность населения деревни составляла 1215 человек.

## Транспорт
В городе расположена станция Багдадской железной дороги.